# هاوتزر عيار 155 مم FH - 70

## نبذة عنه
في بداية الستينيات، اتفقت ألمانيا والولايات المتحدة، على تطوير هاوتزر جديد، من عيار 155 مم، ثم تخلت أمريكا عن المشروع، وطورت مدفع خاص بها، هو نموذج 198، على أن تقوم بريطانيا، وألمانيا، وانضمت إليهما إيطاليا فيما بعد، واستمر المشروع فيما بينهم وطوروا المدفع، FH - 70، وصنعت النماذج الأولية منه، عام 1970.
وبعد تجارب طويلة، قُبلت هندسة المدفع، عام 1976 وصُنعت نماذج الإنتاج الأولى، عام 1978، وطلبت ألمانيا 214 مدفع، وطلبت إيطاليا 160 مدفع، وبريطانيا 71 مدفع، وقامت دول عديدة أخرى بتقييمه مثل أستراليا، كندا، اليابان، ودول أخرى، وتشير المعلومات أن ثمن المدفع الواحد في هذا التوقيت يصل إلى ثلاثون ألفاً جنيه إسترليني.

## معلومات حوله
وهو مزود بسبطانة من قطعة واحدة لها مخفف صدمة ذو فتحتان لهما فعالية عالية. وكتلة المغلاق نصف آلية، وهي من النوع الذي ينزلق رأسياً ولها سدادة ضد التمدد على شكل حلقة. يتم إحكام الإغلاق بوساطتها.
والحاضن من النوع المشقوق ذي العجلتين وله دافع إضافي، وتحمل السبطانة داخل مهد يوجد فيه جهاز ارتداد هيدروليكي ـ هوائي متغير الطول خلف المهد.
وتوجد صينية التعمير الذاتي المزودة أيضاً بمدك يدوي، وكتلة المغلاق تتحرك إلى أعلى عند الرمي بحيث يستطيع المدفع الارتداد للخلف فوق صينية التعمير الجاهزة
للتعمير. وتتصل صينية التعمير بالمدفع بطريقة تؤدي إلى فتح آلية المغلاق في نهاية حركة ارتداد المدفع كما يتم قذف الخرطوشة الفارغة وتتحرك إلى أعلى لمحاذاة القذيفة
مع غرفة الاشتعال بحيث تكون جاهزة للدك يدوياً بواسطة المدك الخشبي، وبعد أن تدك القذيفة، تطوى صينية التعمير إلى أسفل وتعبأ الخرطوشة في المدفع يدوياً، وتقفل
كتلة المغلاق، ومع تلك الحركة «القفل»، يتم وضع أنبوب جديد بواسطة جهاز التعمير الذاتي، كما يتم وضع قذيفة جديدة على صينية التعمير ويصبح المدفع جاهزاً للرمي.
وهناك وحدة القوى الإضافية مركبة ضمن إطار واسع أمام عجلات المدفع وتتكون من محرك «فولكس فاجن»، وله صندوق سرعات، وبطاريات، ومضخة هيدروليكية
وتنتقل الحركة إلى عجلات المدفع عبر جهاز، بينما تقوم المضخة الهيدروليكية الكهربية اللازمة لرفع عجلات القوائم الخلفية، ولتوجيهها ورفع عجلاتها يخفض الهاوتزر
ليصبح في وضع الاستعداد للرمي. وتتم إزاحة القوائم يدوياً، ومن الممكن إدارة العجلات الإضافية لتسهل تحريك القوائم.

## المنشأ والدول المستخدمة
1. بلد المنشأ: تعاون مشترك بين بريطانيا، ألمانيا، إيطاليا.
2. الاستخدام: هاوتزر مقطور.
3. الدول المستخدمة: ألمانيا، إيطاليا، اليابان، ماليزيا، المملكة العربية السعودية، بريطانيا.

## المواصفات العامة والفنية
التسليح:
- العيار 155 مم
- الطاقم 8 أفراد
- المدى 24000 م، وبالقاعدة الباثقة يصل المدى إلى 31500 م
- طول السبطانة 6.022
- أقصى زاوية ارتفاع للمدفع + 70 درجة
- أقصى زاوية انخفاض للمدفع - 4.5 درجة
- أقصى زوايا دوران في الاتجاه الأفقي 56 درجة
- الوزن والمدفع في وضع التحرك 9300 كجم
- الوزن والمدفع في وضع الرماية 9300 كجم
- الطول في وضع التحرك 9.8 م
- الطول في وضع الرماية 12.43 م
- العرض في وضع التحرك 2.58 م
- العرض في وضع الرماية 7.5 م
- الارتفاع في وضع التحرك 2.45 م
- الارتفاع في وضع الاشتباك 2.192 م
- مسافة الارتداد للمدفع 1.525 م
- ارتفاع بطن المدفع عن الأرض 0.3 م
- العرض بين العَجَل 2.195 م
- نصف قطر الدوران 9.25 م
- مقاس الإطارات 14.00× 20
- أقصى معدل رماية للمدفع «العادي» ستة قذائف، في الدقيقة
- أقصى معدل رماية للمدفع «السريع» ثلاث قذائف، في 13 ثانية
- أقصى معدل رماية للمدفع «البطئ» قذيفتان في الدقيقة في الساعة الأولى

## المصدر
- الموسوعة العالمية لسلاح
- منتدى الجيش العربي